# Ramsey (Minnesota)
Ramsey és una població dels Estats Units a l'estat de Minnesota. Segons el cens del 2009 tenia 23.938 habitants.

## Demografia
Segons el cens del 2000, Ramsey tenia 18.510 habitants, 5.906 habitatges, i 5.102 famílies. La densitat de població era de 248,2 habitants per km².
Dels 5.906 habitatges en un 49,6% hi vivien nens de menys de 18 anys, en un 76,8% hi vivien parelles casades, en un 6,1% dones solteres, i en un 13,6% no eren unitats familiars. En el 8,8% dels habitatges hi vivien persones soles l'1,4% de les quals corresponia a persones de 65 anys o més que vivien soles. El nombre mitjà de persones vivint en cada habitatge era de 3,13 i el nombre mitjà de persones que vivien en cada família era de 3,33.
Per edats la població es repartia de la següent manera: un 32,1% tenia menys de 18 anys, un 7,1% entre 18 i 24, un 35,5% entre 25 i 44, un 22,6% de 45 a 60 i un 2,8% 65 anys o més.
L'edat mediana era de 32 anys. Per cada 100 dones de 18 o més anys hi havia 106,9 homes.
La renda mediana per habitatge era de 68.988$ i la renda mediana per família de 70.926$. Els homes tenien una renda mediana de 43.898$ mentre que les dones 31.212$. La renda per capita de la població era de 26.057$. Entorn de l'1,3% de les famílies i l'1,6% de la població estaven per davall del llindar de pobresa.

## Poblacions més properes
El següent diagrama mostra les poblacions més properes.